# Huracán Cosme (1989)
El huracán Cosme fue un ciclón tropical inusualmente grande que tocó tierra en el suroeste de México en junio de 1989. Cosme, la tercera tormenta tropical y segundo huracán de la temporada de huracanes del Pacífico de 1989, se formó el 19 de junio a partir de una onda tropical. Inicialmente, la tormenta se desplazó hacia el oeste antes de convertirse en tormenta tropical Cosme, intensificándose hasta convertirse en un huracán de categoría 1. Cosme giró hacia el norte y tocó tierra cerca de Acapulco durante la noche del 21 de junio. Se debilitó rápidamente al tocar tierra. La tormenta provocó lluvias excesivas en tierra, lo que provocó inundaciones mortales y destructivas. Se estima que 30 personas murieron a causa del huracán.

## Historia meteorológica
A principios de junio de 1989, una onda tropical emergió de la costa occidental de África y atravesó el océano Atlántico, cruzando finalmente hacia el Pacífico Norte oriental. Inicialmente, varios centros de circulación estaban asociados al sistema. Siguiendo organizándose, se estima que la tormenta alcanzó la categoría de depresión tropical a las 00:00 UTC del 18 de junio. La depresión era extensa y carecía de actividad tormentosa sustancial. Sin embargo, sí presentó un flujo de salida y una banda de lluvia respetables. Se desplazó hacia el oeste y se intensificó a tormenta tropical a las 00:00 UTC del 20 de junio, 48 horas después de ser clasificada.
Al recibir su nombre, Cosme serpenteó y permaneció casi estacionario mientras continuaba intensificándose. Se convirtió en huracán al mediodía UTC del 21 de junio; esta actualización se retrasó en tiempo real. En ese momento, el huracán aceleró hacia el norte. A medida que el ciclón se acercaba a la costa de México, alcanzó vientos máximos sostenidos de 85 mph (140 km/h) y una presión barométrica mínima de 979 mbar (28,91 pulgadas de mercurio inHg).
Durante la noche del 21 de junio, Cosme tocó tierra justo al este de Acapulco. Se adentró en el interior y se deterioró rápidamente, debilitándose a tormenta tropical poco después de tocar tierra. La tormenta tropical Allison avanzó hacia el norte por el este de México y disminuyó aún más hasta convertirse en una depresión tropical antes de volverse indistinguible al sur de Brownsville, Texas, el 23 de junio. El desarrollo de la tormenta tropical Allison en el Golfo de México estuvo parcialmente relacionado con las condiciones residuales de los remanentes de Cosme.

## Preparativos e impacto

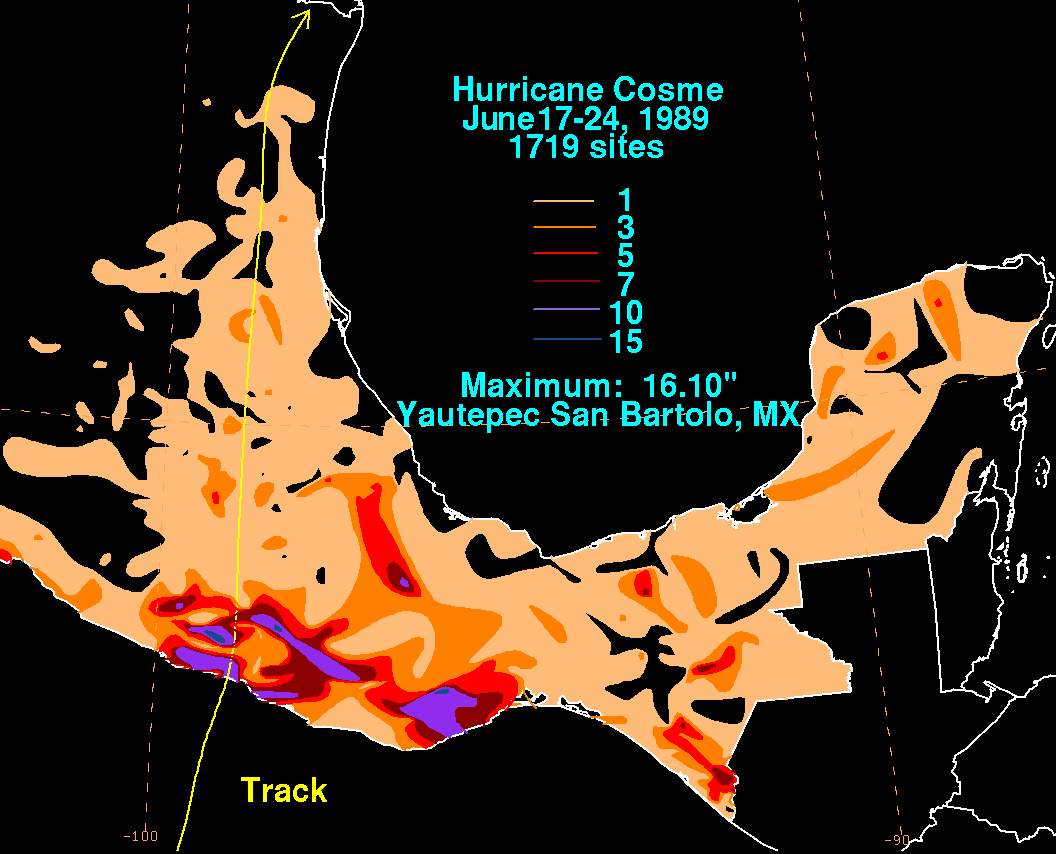
Mapa de precipitaciones del huracán Cosme

Antes de que el huracán tocara tierra, las autoridades mexicanas evacuaron a casi 260 personas de zonas bajas cercanas a Acapulco. Los puertos de la región también estuvieron cerrados varios días antes de la tormenta y permanecieron cerrados dos días después como medida de precaución. Además, se emitieron alertas y advertencias de inundaciones repentinas. Las fuertes lluvias de Cosme provocaron inundaciones que ahogaron al menos a 30 personas. Muchas casas de adobe fueron destruidas, pero se desconoce el costo específico de los daños. La precipitación más alta registrada en relación con Cosme fue de 16,1 plg (408,9 mm) en San Bartolo Yautepec, México. Muchas zonas montañosas recibieron precipitaciones superiores a 7 plg (177,8 mm) y la mayoría de las demás áreas recibieron 1 plg (25,4 mm). Los fuertes vientos producidos por la tormenta dañaron numerosos árboles y líneas eléctricas en las zonas afectadas. Las autoridades de Acapulco informaron que no hubo daños mayores ni heridos por el temporal, y que sólo un hotel sufrió daños menores.